# Luc Mary
Pour les articles homonymes, voir Mary et Roger-Luc Mary.
Luc Mary (né en janvier 1959 à Paris) est un écrivain français. Historien de formation, il s'est spécialisé dans l'étude de l'Antiquité.

## Biographie
Luc Mary a publié dès l'âge de 21 ans un livre Le Futur nous observe (hypothèse du voyage dans le temps à propos des OVNI). Après avoir travaillé successivement pour les revues Globe, Paris Match et VSD en tant que collaborateur extérieur, Luc Mary sort le premier guide touristique de la Voie lactée, Voyage au bout de la Galaxie.
En 2009, il publie Le mythe de la fin du Monde où il référence 183 prophéties apocalyptiques.
Luc Mary est l'auteur de 51 livres et de plus d'une centaine d'articles. Pendant sept ans, entre 2005 et 2012, il rédige régulièrement des textes pour la revue Actualité de l'histoire, et notamment une rubrique mensuelle consacrée aux uchronies. Depuis 2021 et son ouvrage à succès sur Elon Musk, il est considéré comme le biographe français de référence du célèbre entrepreneur[réf. nécessaire].